# Cattleya lawrenceana
Cattleya lawrenceana là một loài lan trong chi Cattleya.
 Tư liệu liên quan tới Cattleya lawrenceana tại Wikimedia Commons

## Hình ảnh

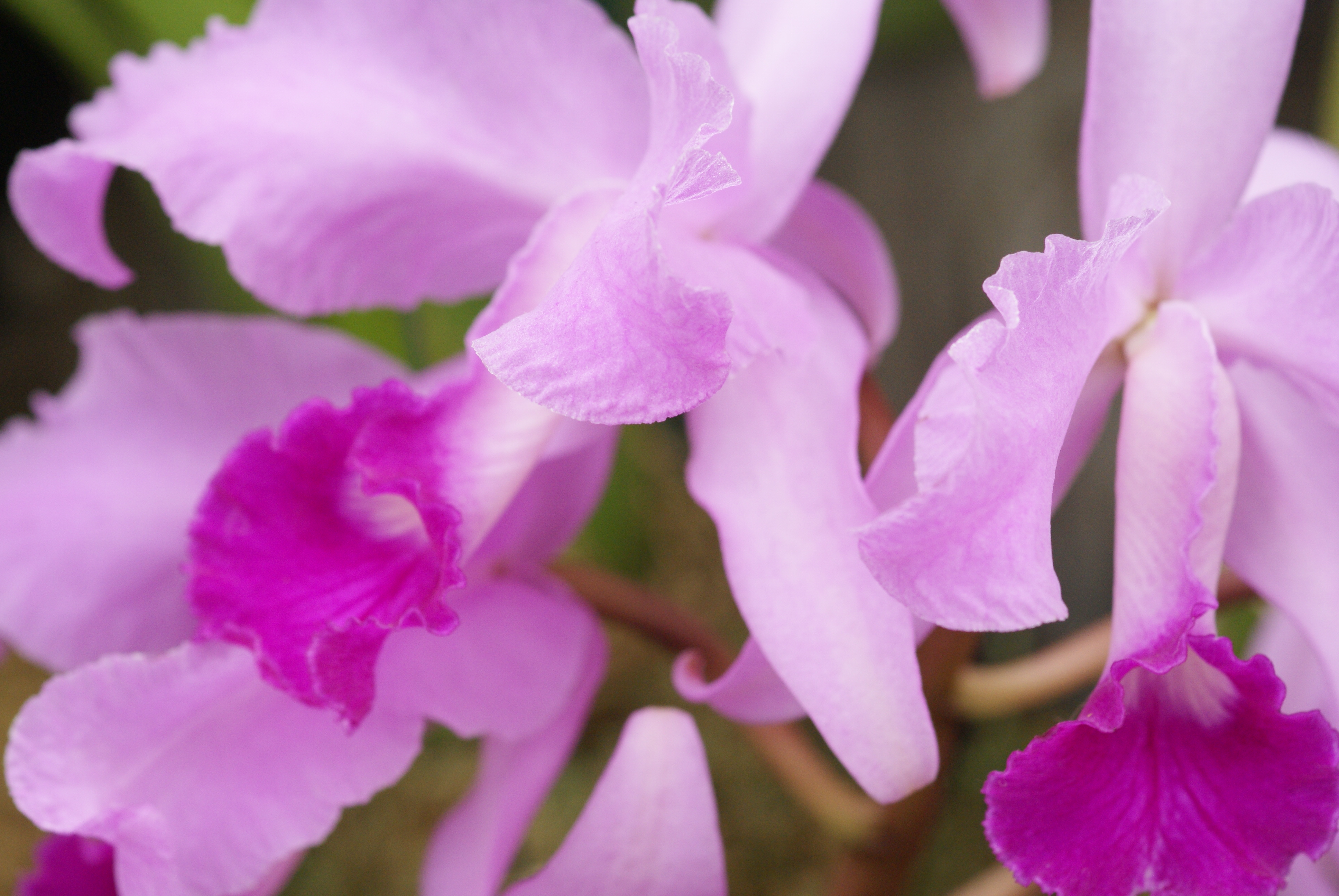
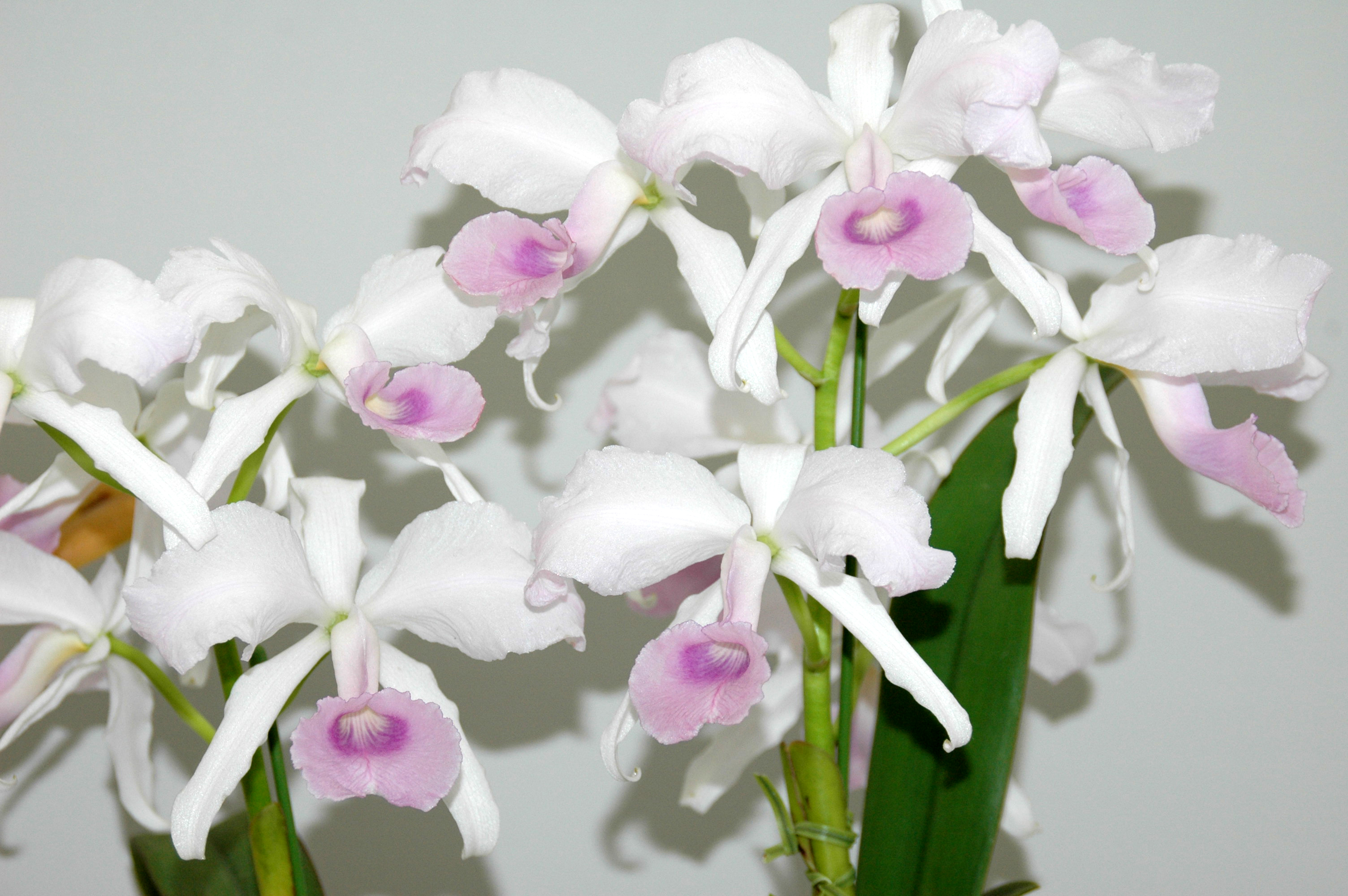